# Terror Vermelho (Espanha)

As fações em luta no início da guerra civil espanhola (agosto e setembro de 1936). A zona republicana foi, no âmbito de atuação da repressão, qualificada pelos nacionalistas como zona de Terror Vermelho.

Terror Vermelho (espanhol Terror Rojo) é um termo utilizado por parte da historiografia para referir a repressão na zona republicana durante a guerra civil espanhola, nomeadamente sobre uma sucessão de atos considerados criminosos por parte de alguns grupos com inspiração política de esquerda, e que terão tido também influência do governo da segunda república espanhola.
A inspiração política atribuída ao grosso das ocorrências, segundo alguns autores, terá sido, basicamente, anticlerical. Referência insuficiente Referência insuficiente
Embora o anticlericalismo não tivesse sido motivação exclusiva das forças revolucionárias, a violência contra a igreja e os seus membros por parte de integrantes dos grupos radicais de esquerda nas fases imediatamente posteriores ao pronunciamento de 18 de julho de 1936, foram designados como «Terror Vermelho» pela máquina de propaganda dos nacionalistas.